# IT Park
Ne doit pas être confondu avec IT Park (Kazan).
IT Park (IT Park Uzbekistan ou ITPARK) est une initiative de l'État d'Ouzbékistan symbolisée par une zone industrielle et tertiaire à Tachkent.

## Histoire
Souhaitée par le Président de la république d'Ouzbékistan Shavkat Mirziyoyev, IT Park est une initiative pour attirer des investissements étrangers et stimuler la création d'emplois dans le pays. Il s'accompagne d'une refonte de la politique économique et a permis de réduire l'inflation et de stabiliser la monnaie (le sum).
Il correspond à la volonté de transition du pays vers une économie de marché qui traditionnellement dépend de ses exportations de matières premières : coton, or, gaz et pétrole.

## Description
IT Park se compose d'une zone industrielle et tertiaire à la capitale Tachkent inaugurée le 24 juillet 2019. Sa vocation est avant tout de se positionner sur la technologie de l'information et des sous-spécialités, à l'exemple du développement de jeux vidéos.
À cela s'ajoute un ensemble de conditions favorables pour les investisseurs (notamment fiscales, pour la sous-traitance et l'installation dans le pays, mais aussi pour l'obtention de visa) et pour la population locale (emplois, éducation),,.
Il est dirigé depuis sa création par Farhkod Ibragimov.
Des partenariats sont conclus, par exemple avec le Kazakhstan ou l'Inde.